# Liste der Kulturdenkmäler in Helferskirchen
In der Liste der Kulturdenkmäler in Helferskirchen sind alle Kulturdenkmäler der rheinland-pfälzischen Ortsgemeinde Helferskirchen einschließlich des Ortsteils Niederdorf aufgeführt. Grundlage ist die Denkmalliste des Landes Rheinland-Pfalz (Stand: 21. Dezember 2021).

## Einzeldenkmäler
| Bezeichnung                               | Lage                                                                   | Baujahr                            | Beschreibung | Bild                           |
| ----------------------------------------- | ---------------------------------------------------------------------- | ---------------------------------- | --- | ------------------------------ |
| Katholische Pfarrkirche Mariä Himmelfahrt | Helferskirchen, Hauptstraße 7a Lage                                    | 1769                               | romanischer Westturm mit spätgotischem Aufbau, barocker Saalbau, 1769; Gesamtanlage mit Kirchhof und Kirchhofsmauer, Bruchsteinmauerwerk, um 1900, im Kern mittelalterlich | weitere Bilder Fotos hochladen |
| Museum                                    | Helferskirchen, Hauptstraße 14 Lage                                    | spätes 17. Jahrhundert             | Fachwerkhaus, teilweise massiv, wohl noch aus dem 17. Jahrhundert | Fotos hochladen                |
| Wohnhaus                                  | Helferskirchen, Hauptstraße 18 Lage                                    | 17. oder 18. Jahrhundert           | Fachwerkhaus, verkleidet, wohl aus dem 17. oder 18. Jahrhundert | Fotos hochladen                |
| Wohnhaus                                  | Helferskirchen, Hauptstraße 20 Lage                                    | zweite Hälfte des 18. Jahrhunderts | Fachwerkhaus, teilweise massiv, zweite Hälfte des 18. Jahrhunderts | Fotos hochladen                |
| Wohnhaus                                  | Helferskirchen, Hauptstraße 21 Lage                                    | erste Hälfte des 18. Jahrhunderts  | Fachwerkhaus mit Niederlass, teilweise massiv, erste Hälfte des 18. Jahrhunderts                                                                                           | Fotos hochladen                |
| Kapelle                                   | Helferskirchen, nordöstlich des Ortes an der Zufahrt zum Friedhof Lage | spätes 18. Jahrhundert             | gerade geschlossener Massivbau, wohl noch aus dem 18. Jahrhundert, um 1900 verlängert                                                                                      | weitere Bilder Fotos hochladen |
| Wohnhaus                                  | Niederdorf, Zum Dreifürstenstein 11 Lage                               | erste Hälfte des 18. Jahrhunderts  | Fachwerkhaus mit Niederlass, teilweise massiv, erste Hälfte des 18. Jahrhunderts                                                                                           | Fotos hochladen                |